# 新疆生产建设兵团第十二师头屯河农场
新疆生产建设兵团第十二师头屯河农场是中华人民共和国新疆生产建设兵团第十二师下辖的一个农场。

## 行政区划
新疆生产建设兵团第十二师头屯河农场下辖以下单位：
场部、一连、二连、三连、四连、五连和园艺场。